# Issei Suda
Issei Suda (japonsky 須田 一政, Suda Issei; 24. dubna 1940 – 7. března 2019) byl japonský fotograf.

## Život a kariéra
Narodil se jako Kazumasa Suda (japonsky 須田 一政, Suda Kazumasa) v Kanda v Tokiu dne 24. dubna 1940. V roce 1961 odešel z Univerzity Tójó a nastoupil na Tokijskou vysokou školu fotografie, kterou absolvoval v roce 1962.
Od roku 1967 do roku 1971 pracoval jako kameraman divadelní skupiny Tendžó Sadžiki (天井 桟敷) pod vedením Šúdžiho Terajamy (寺山 修司). Od roku 1971 pracoval jako fotograf na volné noze. Jeho první fotokniha Fúši kaden (風姿花伝) získala v roce 1976 Cenu japonské fotografické společnosti; jeho čtvrtá kniha Ningen no kioku (人間の記憶), získala v roce 2014 Cenu Kena Domona. V roce 1985 získal Cenu Higašikawy pro domácího fotografa. Byl profesorem na Ósacké univerzitě umění.
Kazumasa Suda zemřel 7. března 2019 ve věku 78 let.

## Knihy od Sudy

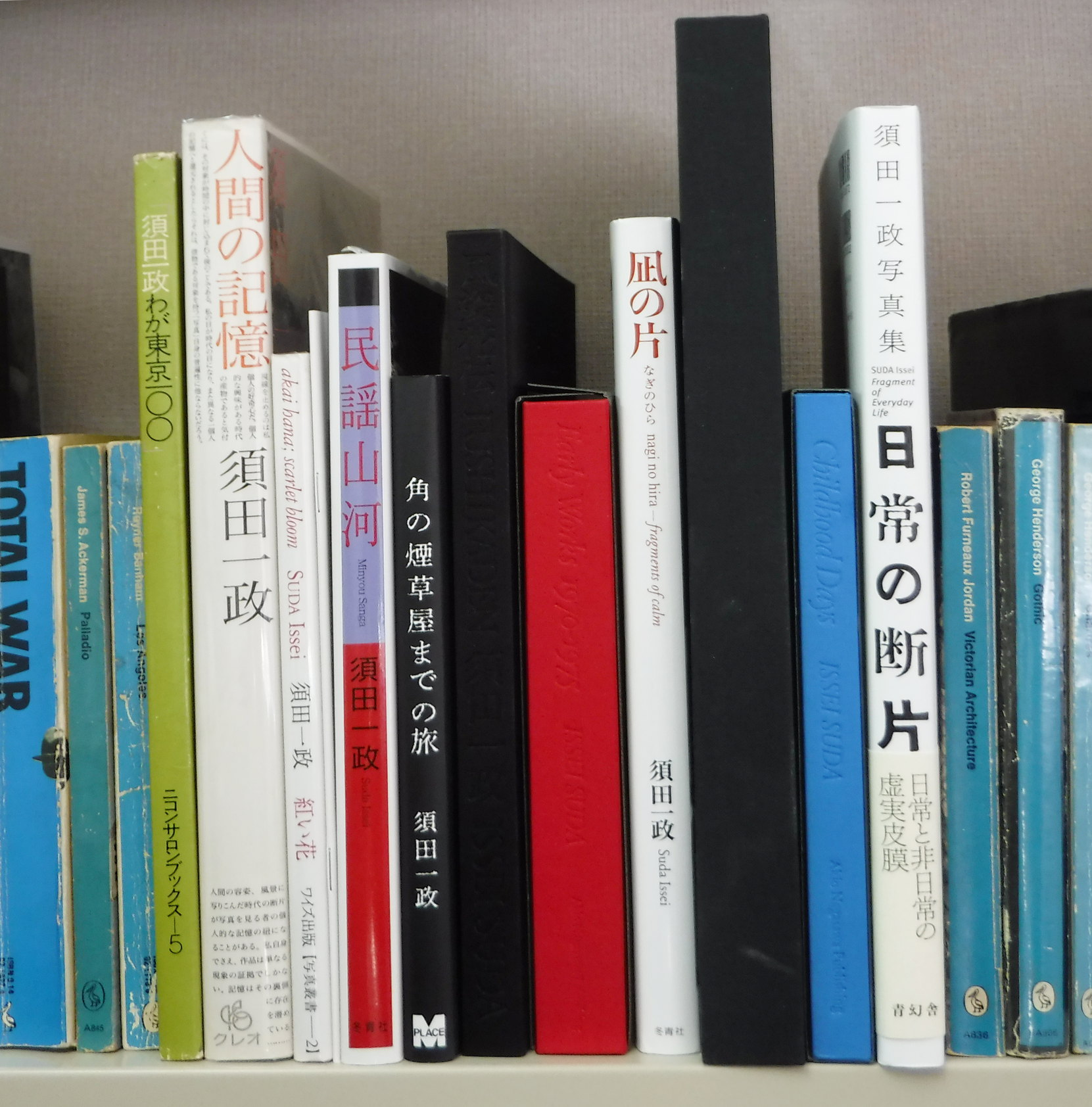
Některé fotoknihy od Sudy: Waga Tókjó hjaku (わが東京100, 1979), Ningen no kioku, Akai hana (紅い花), Fúši kaden (風姿花伝, JCII Photo Salon library), Min'jó sanga (民謡山河), Kado no tabakoja made no tabi (角の煙草屋までの旅), Fúši kaden (2012), Early Works 1970–1975, Fragments of Calm, Tókjókei (東京景), Childhood Days, Fragment of Everyday Life

- Fúši kaden (風姿花伝). Sonorama šašin senšó 16. Tokio: Asahi sonorama, 1978.
- Waga Tókjó hjaku (わが東京100). Nikon Salon Books 5. Tokio: Nikkor Club, 1979.
- Inu no hana: Kimagure, šašin, sanpo ( 犬の鼻：気紛れ・写真・散歩 ). Tokio: IBC, 1991. ISBN 4-87198-849-X.
- Ningen no kioku ( 人間の記憶 ). Tokio: Creo, 1996. ISBN 4-87736-001-8.
- Akai hana ( 紅い花 ). Tokio: Wides, 2000. ISBN 4-89830-030-8. Počáteční fotografie.
- Fúši kaden ( 風姿花伝 ). JCII Photo Salon library 165. Tokio: JCII, 2005.
- Min'jó sanga ( 民謡山河 ). Tokio: Tóseiša, 2007. ISBN 978-4-88773-077-9.
- Kado no tabakoja made no tabi ( 角の煙草屋までの旅 ). Tokio: Place M, 2011. ISBN 4905360005.
- The Work of a Lifetime: Photographs 1968–2006. Berlin: Only Photography, 2011. ISBN 978-3-9812537-5-7.
- Fúši kaden ( 風姿花伝 ) / Fušikaden. Tokio: Akio Nagasawa Publishing, 2012.
- Rubber. Tokio: M-Books, 2012. ISBN 978-4-905360-03-2. Fotografie gumového fetišismu.
- Sen-kjúhjaku-nanadžúgo Miura Misaki ( 一九七五 三浦三崎 ) / 1975 Miuramisaki. Tokio: Akio Nagasawa Publishing, 2012.
- Sparrow Island. Portland: Nazraeli, 2012. ISBN 9781590053652. Fotografie Suzumedžimy (雀島), ostrůvku (35°5′22″ s. š., 140°6′6″ v. d.) v Čibě.
- Macu no monogatari (松之物語) / Monogatari of Pines. Taiwan: 亦安工作室, 2013. ISBN 9789868857353.
- Mumei no dandžo: Tókjó 1976–8 ( 無名の男女 東京 1976–8 ). Tokio: Akio Nagasawa Publishing, 2013.
- Early Works 1970–1975. Tokio: Akio Nagasawa Publishing, 2013.
- Nagi no hira ( 凪の片 ) / Fragments of Calm. Tokio: Tóseiša, 2013. ISBN 978-4-88773-145-5.
- Tókjó-kei ( 東京景 ) / Tokyokei. Tokio: Zen Foto Gallery, 2013. ISBN 978-4-905453-30-7
- Waga Tókjó hjaku ( わが東京100 ) / Waga Tokyo 100. Tokio: Zen Foto Gallery, 2013. ISBN 978-4-905453-31-4.
- Osorezan e ( 恐山へ / The Journey to Osorezan. Tokio: Zen Foto Gallery, 2013. ISBN 978-4-905453-32-1. Fotografie Osore-zanu.
- Sómató no jó ni: Kamagasaki 2000/2014 ( 走馬灯のように 釜ケ崎2000・2014 ) = Kamagasaki Magic Lantern. Tokio: Zen Foto Gallery, 2015. Fotografie Kamagasaki, Ósaky.
- Childhood Days. Tokio: Akio Nagasawa Publishing, 2015.
- Rei. Tokio: Akio Nagasawa Publishing, 2015. Fotografie figurín.
- Bósó fudoki ( 房総風土記 ). Kamakura: Super Labo, 2015. ISBN 978-4-905052-88-3. Fotografie poloostrova Bósó.
- Suddenly. Tokio: Place M, 2016. ISBN 9784905360148.
- Sein. Kamakura: Super Labo, 2017. ISBN 9784908512032.
- Kannagara ( かんながら ) / Kan-nagara. Tokio: Place M, 2017.
- Ničidžó no danpen ( 日常の断片 ) / Fragment of Everyday Life. Kjóto: Seigenša, 2018. ISBN 978-4-86152-657-2.